# Distrito de Nashik
Nashik (en maratí; नाशिक जिल्हा ) es un distrito de India, parte de la división de Nashik en el estado de Maharastra . 
Comprende una superficie de 15 530 km².
El centro administrativo es la ciudad de Nashik.

## Demografía
Según censo 2011 contaba con una población total de 6 109 052 habitantes.